# المرأة المسلسلة XI
المرأة المسلسة XI أو المرأة المسلسة 11 (بالإنجليزية: Andromeda XI)‏ هيَ مجرة قزمة كروية تَبعد حوالي 2.6 مليون سنة ضوئية عن الشمس، وتقع في كوكبة المرأة المسلسلة. تم اكتشاف هذه المجرة في عام 2006، وتُعتبر من المجرات التابعة لمجرة المرأة المسلسلة.